# Ardalan Shekarabi
Ardalan Shekarabi, född 28 november 1978 i Manchester i Storbritannien, är en svensk jurist och politiker (socialdemokrat). Han var Sveriges civilminister 2014–2019 och Sveriges socialförsäkringsminister 2019–2022. Han är sedan 2024 Socialdemokraternas arbetsmarknadspolitiska talesperson.
Shekarabi är riksdagsledamot sedan 15 april 2013. Han är sedan samma år också invald i Socialdemokraternas verkställande utskott.

## Biografi
Ardalan Shekarabi är son till Hassan Shekarabi och Sajadi Sahra. Han föddes i Manchester i Storbritannien och växte upp i Shahriyar utanför Teheran i Iran. Shekarabi kom 1989 tillsammans med sin mor som politisk flykting från Iran till Sverige. Tillsammans fick de en lägenhet i Gävle och Shekarabi började i en förberedelseklass på grundskolan. Den dåvarande svenska regeringen hade precis skärpt migrationspolitiken genom det så kallade Luciabeslutet från den 13 december 1989 och det hade blivit svårare för asylsökande att få stanna i Sverige.  Efter att ha fått ett avslagsbeslut på sin asylansökan om att få stanna i Sverige motsatte sig familjen beslutet genom att gömma sig för de svenska myndigheterna. År 1991 beviljades de uppehållstillstånd av humanitära skäl.
Efter gymnasiestudier vid Vasaskolan i Gävle gick han vidare till juridikstudier på juristprogrammet vid Uppsala universitet. Han avlade juristexamen (LL.M.) 2007. Han var därefter notarie vid Länsrätten i Gävleborgs län åren 2008–2009. Efter notarietjänstgöringen återvände han till Uppsala universitet, där han var doktorand och bedrev forskarstudier i offentlig rätt åren 2010–2013, dock med endast en  godkänd kurs på forskarnivå, en introduktionskurs på 15 högskolepoäng fullgjord 31 maj 2012. Han har således inte disputerat.
Han är gift med kommunpolis Thérèse Skoglund Shekarabi. Paret har tre barn tillsammans.

## Politisk karriär

### Tidig politisk karriär
År 1993 gick Shekarabi med i Socialdemokraternas ungdomsförbund SSU och började sin aktiva tid i Gävleborgs SSU-distrikt. Han har varit ordförande för Upplands SSU-distrikt samt idépolitiskt ansvarig i SSU:s förbundsstyrelse. Han var även ordförande för tidskriften Tvärdrags redaktionskommitté åren 2002–2003. Han har arbetat på Kooperativa Institutet och på Justitiedepartementet, där han bland annat var brevskrivare åt Thomas Bodström.

### SSU-ordförande 2003–2005
Vid SSU-kongressen i Karlstad i augusti 2003 valdes Shekarabi enhälligt till ny förbundsordförande efter Mikael Damberg. Shekarabi ansågs, precis som sin föregångare, tillhöra ungdomsförbundets högerfalang och vara EU-vänlig. Shekarabi tillhörde ja-sidan inför folkomröstningen om euron 2003, men intog i enlighet med kongressbeslut en neutral hållning i frågan efter att ha valts till förbundsordförande. Som ordförande arbetade Shekarabi bland annat med frågor rörande bostadspolitik, ungdomsarbetslöshet, integrationspolitik och konflikten mellan Israel och den palestinska myndigheten. SSU propagerade också, under Shekarabis ledning, för att lägga ner utlänningsnämnden, som man uppfattade som ett rättsosäkert system. Detta arbete rönte framgång när migrationsdomstolar inrättades 2006 och ersatte nämnden.
I december 2004 avslöjade Upsala Nya Tidning att Shekarabis kampanj för att bli SSU-ordförande 2003 delvis finansierats med pengar från en intern SSU-fond, avsedda för integrationsprojekt. Shekarabi själv hävdade att han inte känt till varifrån pengarna kom, medan han enligt Dagens Nyheter ska ha varit en av de drivande i upplägget. Shekarabi fick kritik från förbundets vänsterfalang som hade stött motkandidaten Lina Afvander i ordförandestriden. I mars 2005 avslöjades det att Shekarabi på olaglig grund utsetts till ledamot i polisstyrelsen i Uppsala län, trots att han vid tillfället varken var svensk medborgare eller bosatt i länet – ett uppdrag han senare avsade sig, efter att ha flyttat till Nacka. 
Under våren 2005 avslöjades också ett omfattande medlemsfusk som pågått under flera decennier inom SSU:s verksamhet. Uppblåsta medlemssiffror ledde till oförtjänt stora bidrag till förbundet, men var också en del i den interna maktkampen i det att antalet medlemmar ligger till grund för hur många ombud distriktet får skicka till kongressen. Det skulle visa sig att också Shekarabis eget distrikt, Upplands-distriktet, kraftigt överdrivit sina medlemssiffror under Shekarabis tid som ordförande där. Shekarabi hävdade att han inte kände till att så var fallet men detta tillbakavisades av Peter Gustavsson, styrelseledamot samtidigt med Shekarabi, som menade att alla som var aktiva på den nivån måste ha känt till det. Som en följd av avslöjandena och kritiken valde Shekarabi att inte söka omval som SSU-ordförande inför kongressen 2005.

### Europaparlamentsvalet 2009
Shekarabi var tidigt ute efter EU-valet 2004 och kritiserade det politiska etablissemangets brist på engagemang för EU-frågan. Han ansåg att en av de största orsakerna till det låga valdeltagandet i valet, 37,9 procent, var att de politiska partierna inte på allvar diskuterade europapolitik mellan valen. Shekarabi gick så långt i sin kritik att han beskrev valet till Europaparlamentet som "ett stort misslyckande för socialdemokratin."
Shekarabi stod på åttonde plats för socialdemokraterna vid 2009 års val till Europaparlamentet. Under valrörelsen drev Shekarabi flera frågor. Han lanserade bland annat kampanjen skuldsatt.nu där han kräver ett stopp för SMS-lånen. Shekarabi fick också stort genomslag när han gick emot socialdemokraterna i synen på den omdiskuterade Ipred-lagen. Vidare rapporterades om Shekarabi då den iranske frihetshjälten Ahmad Batebi besökte Sverige. Socialdemokraterna erhöll sex platser och Shekarabi, som fick cirka 20 000 personröster i valet, blev därmed andra ersättare i Europaparlamentet.

### Kriskommissionen 2010–2011
Shekarabi var kandidat till riksdagen i valet 2010 och blev ersättare i riksdagen från Stockholms läns valkrets. Efter valförlusten 2010 tillsatte socialdemokraternas partistyrelse en kriskommission med syftet att utreda det allvarliga läge som partiet befann sig i. Partistyrelsen valde Shekarabi och Göteborgspolitikern Anna Johansson till ordförande för denna kommission. Kommissionen genomförde flera öppna hearings med forskare, experter och samhällsdebattörer. Socialdemokraternas samhällsanalys, politik och organisation utreddes och behandlades. Kommissionen presenterade sin slutrapport i februari 2011. I slutrapporten ingick flera förslag om åtgärder för att socialdemokraterna skulle ta sig ur den politiska och organisatoriska kris som partiet befann sig i.
Efter arbetet i kriskommissionen återgick Shekarabi till sin forskning på juridiska institutionen vid Uppsala universitet. Hans forskningsämne var offentliga upphandlingar. Under hösten 2012 presenterade Shekarabi en rapport om vinster i den offentliga tjänstemarknaden i samarbete med tankesmedjan Arenagruppen. I denna rapport presenterade Shekarabi en rättslig analys av frågan om vinstreglering i välfärdssektorn. Där presenterades även flera möjliga metoder att reglera vinstfrågan. Flera av förslagen kom senare att ingå i Socialdemokraternas nationella program för välfärdssektorn.

### Civilminister 2014–2019

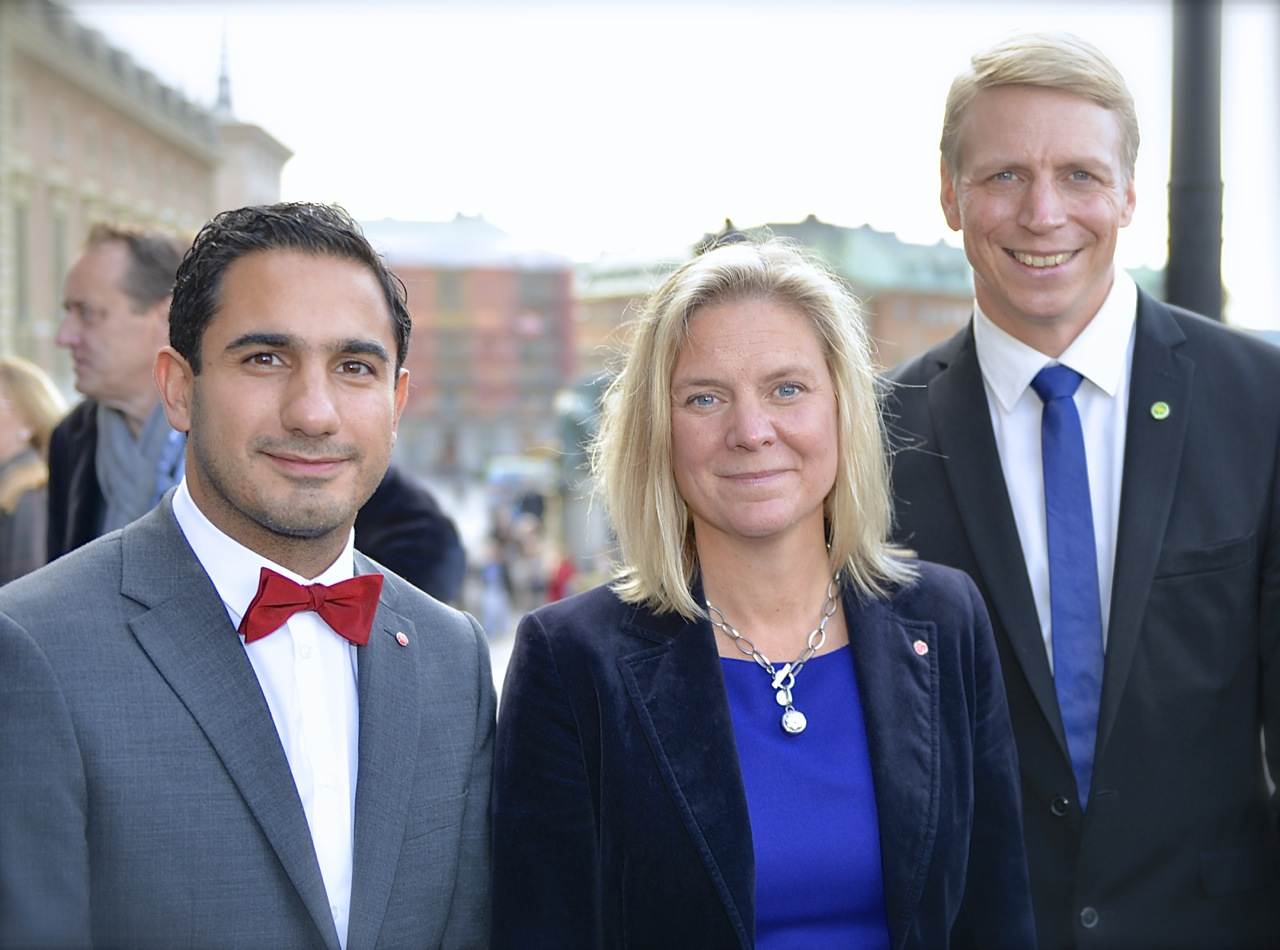
Ardalan Shekarabi tillsammans med Magdalena Andersson och Per Bolund som nyutnämnda statsråd i Regeringen Löfven I den 3 oktober 2014.

Regeringen Löfven I tillträdde efter riksdagsvalet 2014. Shekarabi utnämndes till civilminister i den nya regeringen, som tillträdde den 3 oktober 2014.
Som civilminister ansvarade han bland annat för kommuner och landsting, den statliga förvaltnings- och arbetsgivarpolitiken och offentlig upphandling. Bland de reformer som han drev igenom kan nämnas en ny spellagstiftning, som innebar att alla spelaktörer som agerar på den svenska spelmarknaden ska göra det med behöriga licenser och aktörer utan licens ska stängas ute. Shekarabi ansvarade även för frågan om vinster i välfärden. Efter valet 2014 tillsatte regeringen den så kallade Reepalu-utredningen med uppgift att utreda vinsterna i välfärden. I mars 2018 lade regeringen Löfven fram en proposition vars förslag var att införa en begränsning av hur stora rörelseresultat som privata välfärdsaktörer får uppnå. Lagförslaget baserades på Reepalu-utredningen. Shekarabi argumenterade för att en vinstbegräsning behövdes eftersom bemanningen i vinstdriven skola och omsorg är lägre, villkoren för personalen är sämre och lönerna är lägre. Lagförslaget röstades ned i riksdagen efter att Sverigedemokraterna, som tidigare förespråkat ett totalt stopp för vinster i skolan, svängde i frågan och öppnade för fria vinster.
Shekarabi gjorde i december 2017 en uppmärksammad intervju i Dagens Nyheter där han berättade hur han som kommit till Sverige som flykting ändå stod upp för regeringen Löfvens stramare migrationspolitik. Han menade att Sverige inte kan ha en migrationspolitik som kommer i konflikt med landets välfärdsambitioner.
Under sin tid som civilminister var Shekarabi också en av de socialdemokratiska politiker som aktivt sökte debatt med Sverigedemokraterna. Efter att Sverigedemokraterna meddelat att de skulle rösta nej till regeringen Löfvens lagförslag om att ställa krav på löner och villkor i enlighet med svenska kollektivavtal för de företag som deltar i upphandlingar, så utmanade Shekarabi Jimmie Åkesson på en debatt om frågan. Åkesson tackade ja, och debatten blev av i september 2016 i skånska Bromölla.
Den 21 januari 2019 fick Shekarabi förnyat förtroende som civilminister då Stefan Löfven presenterade sin nya regering. I samband med detta tog han även över som konsumentminister.

### Socialförsäkringsminister 2019–2022
Efter Annika Strandhälls avgång från regeringen blev Shekarabi i oktober 2019 socialförsäkringsminister. Han satt på posten under resten av mandatperioden. Efter att Socialdemokraterna förlorat valet 2022 var han 6 oktober–18 oktober 2022 även socialminister i övergångsregeringen.

### I opposition 2022–
Efter att den socialdemokratiska regeringen avgått blev Shekarabi i oktober 2022 partiets kriminalpolitiska talesperson och vice ordförande i justitieutskottet. I oktober 2024 bytte han uppdrag och blev istället arbetsmarknadspolitisk talesperson och vice ordförande i arbetsmarknadsutskottet.

## Övrigt
Flugan har kommit att bli Ardalan Shekarabis signum. Han äger cirka 30–40 stycken, och blev utsedd till årets bäst klädda man på ELLE-galan 2018.